# Saint-Vitte-sur-Briance
Saint-Vitte-sur-Briance is een gemeente in het Franse departement Haute-Vienne (regio Nouvelle-Aquitaine) en telt 330 inwoners (2004). De plaats maakt deel uit van het arrondissement Limoges.

## Geografie
De oppervlakte van Saint-Vitte-sur-Briance bedraagt 20,1 km², de bevolkingsdichtheid is 16,4 inwoners per km².
De onderstaande kaart toont de ligging van Saint-Vitte-sur-Briance met de belangrijkste infrastructuur en aangrenzende gemeenten.

## Demografie
Onderstaande figuur toont het verloop van het inwonertal (bron: INSEE-tellingen).